# Сенсибілізація (фізіологія)
Сенсибілізація — це стан підвищеної чутливості до певного антигену чи гаптену.

## Види
Сенсибілізація може бути активною і пасивною.
При активній сенсибілізації організм самостійно утворює антитіла або сенсибілізовані Т-ефектори.
Пасивна сенсибілізація виникає тоді, коли в організм вводять ззовні специфічні до цього антигену антитіла або сенсибілізовані Т-ефектори.

## Етіопатогенез
Її основу становлять два послідовних процеси:
1. Активація антигенспецифічних лімфоцитів, їхня проліферація й утворення антитіл або сенсибілізованих Т-ефекторів;
2. Розподіл антитіл або Т-ефекторів в організмі.